# Anilios silvia
Anilios silvia — вид змій родини сліпунів (Typhlopidae). Ендемік Австралії.

## Поширення і екологія
Anilios silvia мешкають в районі містечка Пальмвудс на південному сході Квінсленду та на сусідньому острові К'Гарі. Вони живуть на піщаних прибережних рівнинах, порослих тропічними лісами та пустищами.